# 藤岡高広
藤岡 高広（ふじおか たかひろ、1954年8月31日 - ）は、日本のエンジニア・実業家。愛知製鋼代表取締役社長、一般社団法人特殊鋼倶楽部会長、一般社団法人日本鉄鋼連盟理事、学校法人鉄鋼学園評議員。信州大学大学院工学研究科精密工学専攻修了。レクサス・NXやトヨタ・MIRAIの開発に携わった。兵庫県神戸市生まれ。信州大学工学部硬式テニス部出身。海外投資などを進めた。

## 経歴
- 1979年 - 信州大学大学院修了、トヨタ自動車入社[5]
- 2004年 - トヨタ・モーター・マニュファクチャリング・UK 副社長
- 2006年 - トヨタ自動車 常務
- 2011年 - トヨタ自動車 顧問
- 2011年 - 愛知製鋼 代表取締役社長[5]
- 2012年 - 中部実業団陸上競技連盟 会長[8]
- 2015年 - 一般社団法人特殊鋼倶楽部 会長[2]
- 2021年 - 一般社団法人特殊鋼倶楽部 会長[9]、豊田中央研究所 監査役[10]
- 2023年 - 愛知製鋼 代表取締役会長、中部品質管理協会 会長[11]